# Mewelde Moore

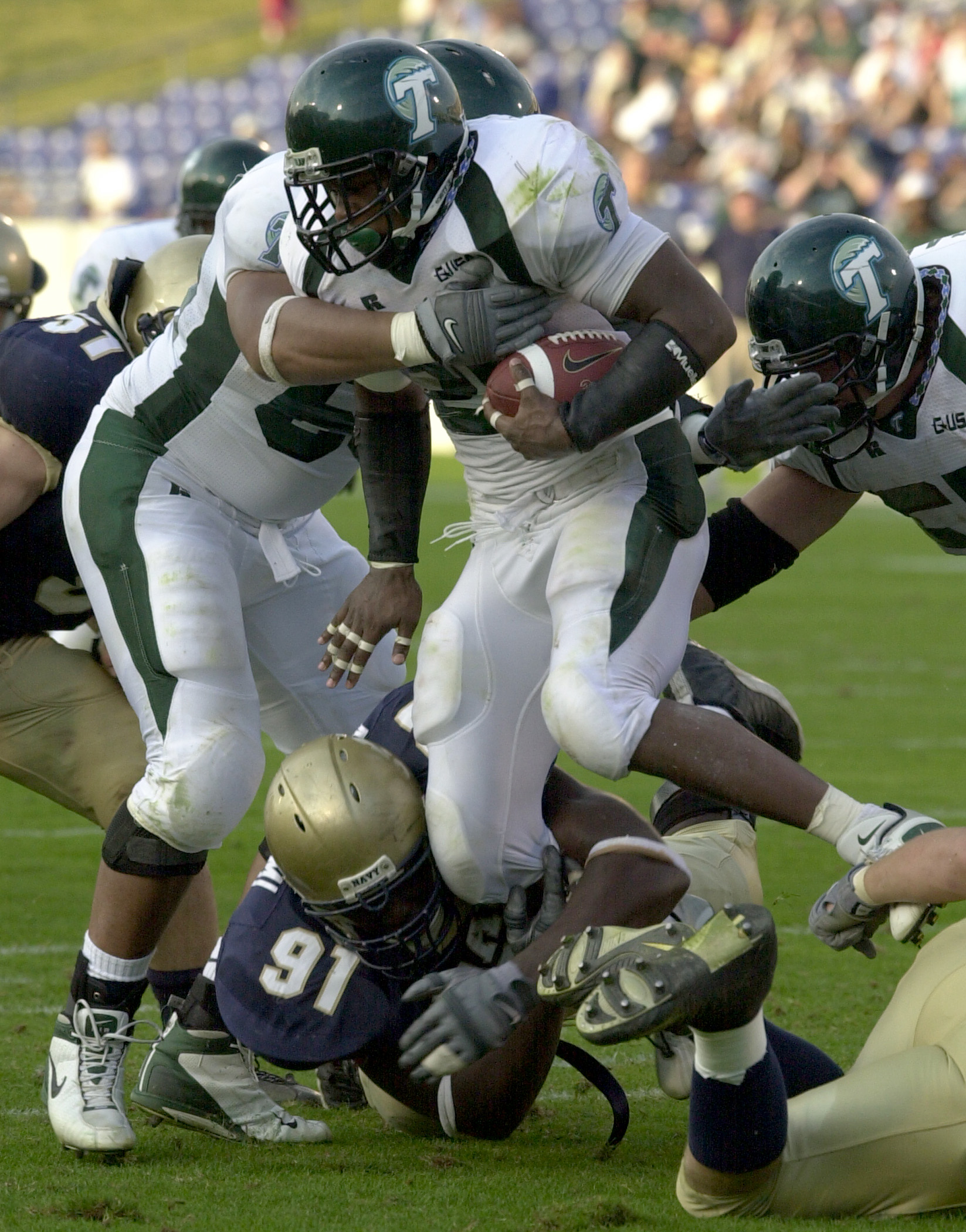
Moore em 2003

Mewelde Jaem Cadere Moore (24 de julho de 1982, Hammond, Luisiana) é um ex-jogador profissional de futebol americano estadunidense que foi campeão da temporada de 2008 da National Football League jogando pelo Pittsburgh Steelers. Draftado pelo Minnesota Vikings em 2004, jogou pela última vez pelo Indianapolis Colts em 2012.